# Friedel von Hagen
Friedel von Hagen (* 12. Juli 1954; † 6. Februar 2015 in Georgsmarienhütte) war ein deutscher Sänger, der zunächst in der Rockband Oxalis aktiv war und später eine Solokarriere im Schlager verfolgte. Er heiratete am 3. März 2006 Martina Monaco und trug seitdem den bürgerlichen Namen Friedrich Monaco.

## Leben
Bis in die 1980er-Jahre war Hagen Frontman, Sänger und Gitarrist der Rock-Band Oxalis. Parallel tourte er als DJ Friedel in dieser Zeit mit seiner Mobildisco Moonlight-Disco durch den südlichen Landkreis von Osnabrück, was ihm Mitte der 1980er-Jahre den Beinamen Moonlight-Friedel brachte.
Darüber hinaus war er bei verschiedenen Radiosendern in Nordrhein-Westfalen als Moderator tätig, bevor er in den 1990er-Jahren wieder anfing, als Produzent und Sänger zu arbeiten. Zu dieser Zeit begann er, sich vor allem deutschen Party-Liedern zu widmen, wie zum Beispiel Die schönsten Augen der Welt, Meine Hose klemmt, Ob die Füße stinken, Tante Jutta aus Kalkutta oder So wie ein Engel. Seine Lieder waren vor allem als Faschingsschlager beliebt. Friedel von Hagen war außerdem Stammgast beim Schlagermove in Hamburg.
2012 schrieb Friedel von Hagen den Radio-Titel Wo bleibt der Sommer und schaffte es mit dem Song in die Top 40 der Musicload-Download-Charts. Auch im Party-/Mallorca-Bereich konnte er mit Ich fahr so gern zum Ballermann einen Hit landen. Im dafür produzierten Video-Clip wurde Friedel von Hagen als animierte Comic-Figur dargestellt.

## Diskografie
Alben
- 2006: Mitten in der Nacht (XXL Records)
- 2009: Alles klar (XXL Records)
- 2014: Immer gut gelaunt (XXL Records)

Singles
- 2004: Ob die Füße stinken (Watts Music)
- 2005: Tante Jutta aus Kalkutta (Watts Music)
- 2006: Jingle Bells (XXL Records)
- 2007: Alpha 16 * 8 (XXL Records)
- 2007: Mittendrin (XXL Records)
- 2008: Hau ab, du Arschgesicht (Tyrolis)
- 2008: Happy Hour (Tyrolis)
- 2009: Jedes Jahr Mallorca (XXL Records)
- 2009: So wie ein Engel (XXL Records)
- 2009: Das ist Liebe (Kvm Musik)
- 2010: Mopp auf'm Kopp (XXL Records)
- 2011: Der Friedel und der Lord (Respect Musik)
- 2011: Ich fahr so gern zum Ballermann (XXL Records)
- 2011: So wie ein Engel 2011 (XXL Records)
- 2012: Wo bleibt der Sommer? (XXL Records)
- 2013: Tussi, Zicke, Blöde Kuh (Tyrolis)
- 2013: Wahnsinn einfach riesengroß (Tyrolis)
- 2013: Tam Ta Ta Tam (Tyrolis)
- 2014: Music It’s My Life (XXL Records)

Mit Oxalis
- unbekanntes Jahr: Rock You Down / Where I Am (Single)